# Продай-Вода, Константин Матвеевич
Константин Матвеевич Продайвода - советский государственный и политический деятель. 

## Биография
Родился в 1926 году в Верхнеудинске. Член ВКП(б) с 1948 года.
С 1951 года - на общественной и политической работе. В 1951-1980 гг. — инструктор, заместитель начальника Политического отдела Восточно-Сибирской железной дороги, секретарь, 2-й, 1-й Улан-Удэнского городского комитета КПСС, 2-й секретарь Бурятского областного комитета КПСС, председатель Комитета партийно-государственного контроля Бурятского областного комитета КПСС и СМ Бурятской АССР, заместитель председателя СМ Бурятской АССР, заместитель министра лесной и деревообрабатывающей промышленности СССР.
Избирался депутатом Верховного Совета РСФСР 7-го, 8-го, 9-го созывов.
Умер в Москве в октябре 2000 года.